# 第2海兵航空団
第2海兵航空団（だい2かいへいこうくうだん、英: 2nd Marine Aircraft Wing、略称：2nd MAW）は、アメリカ海兵隊の航空団の一つ。第2海兵遠征軍に所属し、ノースカロライナ州チェリー・ポイント海兵隊航空基地に司令部が所在する。

## 部隊編成

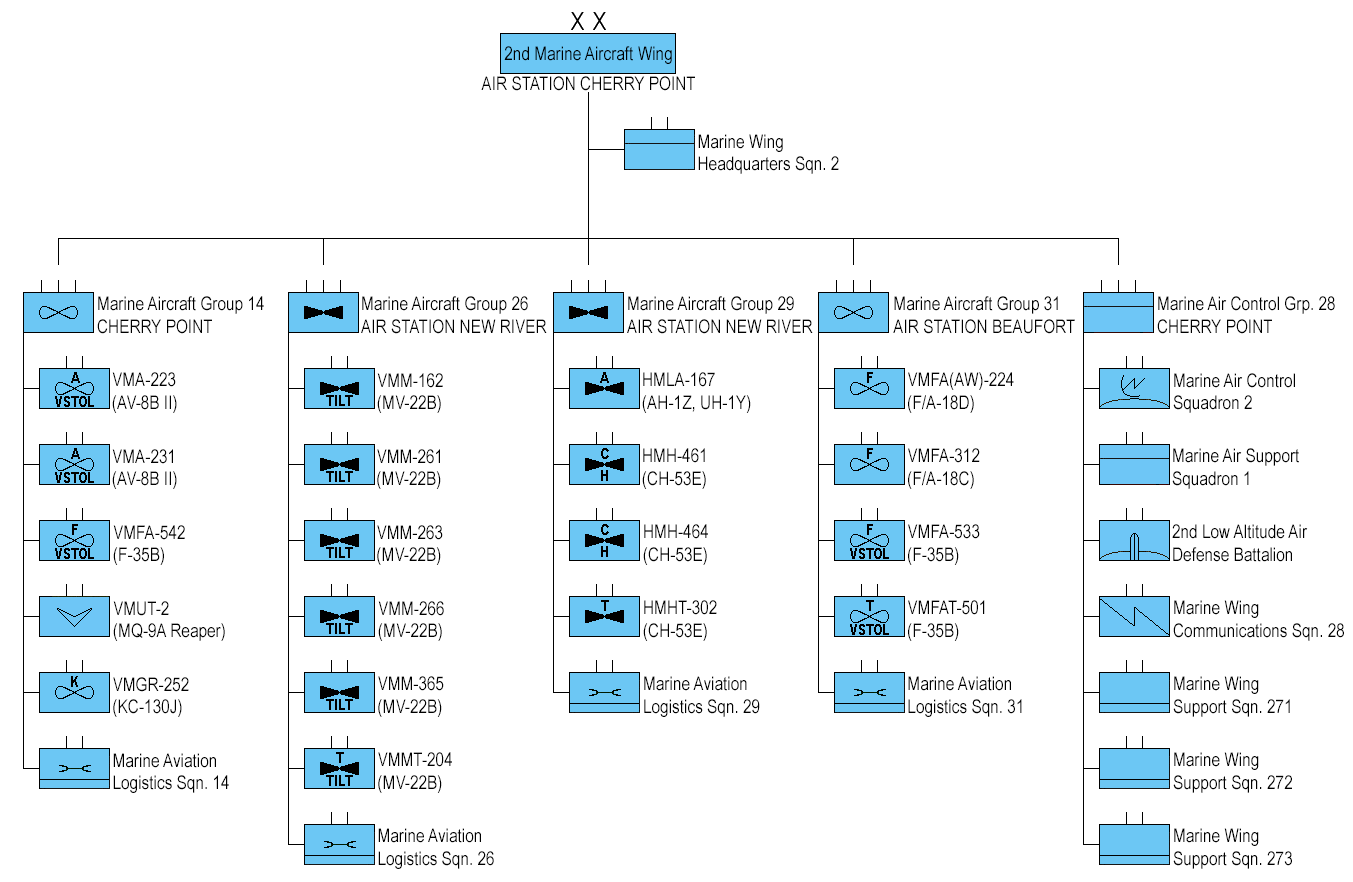
第2海兵航空団編成図

第2海兵航空団には、以下の隷下部隊が配置されている。なお、第14海兵航空群のAV-8B/B+および第31海兵航空群のF/A-18C/DはF-35BまたはF-35Cへ、第29海兵航空群のCH-53EはCH-53Kへ順次、更新される。
- 第2海兵航空団司令部（チェリー・ポイント海兵隊航空基地）
  - 海兵航空団司令部第2飛行隊（英語版）（MWHS-2）"Snake Eyes The Deuce"
- 第14海兵航空群（英語版）（チェリー・ポイント海兵隊航空基地）
  - 第14海兵航空群司令部司令中隊/飛行隊（H&HS） - UC-35D
  - 第271海兵航空団支援中隊（MWSS-271）"Workhorse of the Wing"
  - 第223海兵攻撃飛行隊（英語版）（VMA-223）"Bulldogs" - AV-8B/B+
  - 第231海兵攻撃飛行隊（英語版）（VMA-231）"Ace of Spades" - AV-8B/B+
  - 第542海兵攻撃飛行隊（英語版）（VMA-542）"Flying Tigers" - AV-8B/B+
  - 第203海兵攻撃訓練飛行隊（英語版）（VMAT-203）"Hawks" - AV-8B/B+、TAV-8B
  - 第2海兵無人機飛行隊（英語版）（VMU-2）"Night Owls" - RQ-21A
  - 第252海兵空中給油輸送飛行隊（英語版）（VMGR-252）"Heavy Haulers" - KC-130J
  - 第14海兵航空兵站中隊（英語版）（MALS-14）"Dragons"
- 第26海兵航空群（ニュー・リバー海兵隊航空基地）
  - 第26海兵航空群司令部司令中隊/飛行隊（H&HS） - UC-12F
  - 第272海兵航空団支援中隊（英語版）（MWSS-272）"Untouchables"
  - 第162海兵中型ティルトローター飛行隊（英語版）（VMM-162）"Dough Boys" - MV-22B
  - 第261海兵中型ティルトローター飛行隊（英語版）（VMM-261）"Bulls" - MV-22B
  - 第263海兵中型ティルトローター飛行隊（英語版）（VMM-263）"Thunder Chickens" - MV-22B
  - 第266海兵中型ティルトローター飛行隊（英語版）（VMM-266）"Fighting Griffins" - MV-22B
  - 第365海兵中型ティルトローター飛行隊（英語版）（VMM-365）"Blue Knights" - MV-22B
  - 第204海兵中型ティルトローター訓練飛行隊（VMMT-204）"Raptors" - MV-22B
  - 第26海兵航空兵站中隊（英語版）（MALS-26）"Patriots"
- 第29海兵航空群（英語版）（ニュー・リバー海兵隊航空基地）
  - 第167海兵軽攻撃ヘリコプター飛行隊（英語版）（HMLA-167）"Warriors" - AH-1Z、UH-1Y
  - 第269海兵軽攻撃ヘリコプター飛行隊（英語版）（HMLA-269）"Gun Runners" - AH-1Z、UH-1Y
  - 第366海兵重ヘリコプター飛行隊（英語版）（HMH-366）"Hammerheads" - CH-53E
  - 第461海兵重ヘリコプター飛行隊（英語版）（HMH-461）"Iron Horses" - CH-53E
  - 第464海兵重ヘリコプター飛行隊（英語版）（HMH-464）"Condors" - CH-53E
  - 第302海兵重ヘリコプター訓練飛行隊（英語版）（HMHT-302）"Phoenix" - CH-53E
  - 第29海兵航空兵站中隊（英語版）（MALS-29）"Wolverines"
- 第31海兵航空群（英語版）（ビューフォート海兵隊航空基地）
  - 第31海兵航空群司令部司令中隊/飛行隊（H&HS） - UC-12M
  - 第273海兵航空団支援中隊（英語版）（MWSS-273）"Sweathogs"
  - 第115海兵戦闘攻撃飛行隊（英語版）（VMFA-115）"Silver Eagles" - F/A-18C
  - 第224海兵全天候戦闘攻撃飛行隊（英語版）（VMFA(AW)-224）"Flying Bengals" - F/A-18C/D
  - 第312海兵戦闘攻撃飛行隊（英語版）（VMFA-312）"Checkerboards" - F/A-18C/D
  - 第533海兵全天候戦闘攻撃飛行隊（英語版）（VMFA(AW)-533）"Hawks" - F/A-18C/D
  - 第501海兵戦闘攻撃訓練飛行隊（英語版）（VMFAT-501）"Warlords" - F-35B
  - 第502海兵戦闘攻撃訓練飛行隊（英語版）（VMFAT-502）"Nightmares" - F-35B
  - 第31海兵航空兵站中隊（英語版）（MALS-31）"Stingers"
- 第28海兵航空管制群（英語版）（チェリー・ポイント海兵隊航空基地）
  - 第2低空防空大隊（英語版）（2nd LAAD） - FIM-92
  - 第2海兵航空管制中隊（英語版）（MACS-2）"Eyes of the MAGTF"
  - 第1海兵航空支援中隊（英語版）（MASS-1）"Chieftain"
  - 第28海兵航空団通信中隊（英語版）（MWCS-28）"Spartans"
  - 第28海兵戦術航空中隊（英語版）（MTACS-28）"Olympians"

## 配属基地
- チェリー・ポイント海兵隊航空基地 - 司令部およびAV-8B飛行隊が配備されている。
- ニュー・リバー海兵隊航空基地 - ヘリコプターおよびMV-22B飛行隊が配備されている。
- ビューフォート海兵隊航空基地 - F/A-18C/D飛行隊が配備されている。